# FC Küsnacht
Der  FC Küsnacht  ist ein Fussballverein in der Schweizer Gemeinde Küsnacht im Kanton Zürich, der ab der Saison 2025/26 in der 2. Liga regional spielen wird.

## Geschichte
Der FC Küsnacht gilt als Traditionsverein in der Region, der bereits 1907 gegründet wurde. In den 1960er-Jahren spielte der Verein mehrere Jahre in der 1. Liga. In der Saison 1966/67 konnte sich die Mannschaft sogar für die Aufstiegsspiele in die Nationalliga B qualifizieren, wo jedoch der Aufstieg verpasst wurde. Im September 1969 verfolgten 3`300 Zuschauende das Spiel im Schweizer Cup gegen den späteren Sieger FC Zürich. Bei den Stadtzürchern stand mit Torwart Karl Grob ein Küsnachter auf dem Platz. Grob selbst spielte bis ins Jahr 1967 für den Seeklub und nahm an den Aufstiegsspielen teil, bevor ihn FCZ-Präsident Edi Nägeli zum damaligen Ligakrösus holte.
Eine zweite äusserst erfolgreiche Zeit erlebte der Verein in den 1980er-Jahren. Acht Spielzeiten hielt sich der FC Küsnacht in der 1. Liga. Zudem gilt das Spiel im Schweizer Cup gegen den Schweizer Rekordmeister Grasshopper Club Zürich mit Trainer Hennes Weisweiler als ein Highlight der Vereinsgeschichte (Oktober 1982). Vor 2`500 Zuschauern in der Sportanlage Heslibach verlor das Heimteam 1:3.

### 20. Jahrhundert
Zum 100-jährigen Jubiläum des Vereins gelang dem FC Küsnacht der Aufstieg in die 1. Liga. Somit spielte die Mannschaft in der Saison 2007/08 in der dritthöchsten Schweizer Liga. Im Sommer 2008 stieg Küsnacht jedoch nach nur einer Saison in der Drittklassigkeit wieder ab. Anschliessend spielte der Verein vom Zürichsee fünf Spielzeiten lang in der 2. Liga interregional. 2013 musste der FCK den Gang in die 2. Liga regional, die sechsthöchste Schweizer Liga, antreten. In der Saison 2014/15 konnte der FCK den Zürcher-Regionalcup gewinnen. Dank diesem Erfolg qualifizierte man sich für den Schweizer Cup 2015/16, wo man jedoch in der 1. Runde mit 2:9 am FC Wohlen scheiterte.
Nach der Saison 2017/18 stieg die erste Mannschaft als Tabellenletzter der Gruppe 1 in der 2. Liga regional in die 3. Liga ab. Anschliessend wurde der Verein bis in die 4. Liga durchgereicht. Diese sportliche Talfahrt gilt als Tiefpunkt der Vereinsgeschichte.
Nach zwei Spielzeiten in der 4. Liga und vier weiteren Saisons in der 3. Liga gelang dem FCK im Sommer 2025 der Gewinn der Gruppe 3 der 3. Liga. Dieser Erfolg war gleichbedeutend mit dem Wiederaufstieg in die 2. Liga, die höchste regionale Fussballdivision der Schweiz. Dieser Erfolg sei laut der Vereinsführung mit einer jungen Mannschaft, bestehend aus vielen Eigengewächsen, gelungen. Er spreche für die Nachwuchsabteilung des Vereins.
Die 2. Mannschaft des FC Küsnacht spielte derweil in der 4. Liga in Gruppe 5.

## Stadion
Der FC Küsnacht trägt seine Heimspiele auf der Sportanlage Heslibach aus. Die Kapazität beträgt 2'300 Zuschauer, wovon 300 Sitzplätze und 2000 Stehplätze sind. Es wurde 1968 erbaut und beinhaltet auch eine Tartanbahn.  
Als Trainingsplatz und Stadion für Spiele der Junioren dient die Sportanlage Fallacher im Quartier Itschnach. Die Anlage besteht aus zwei Kunstrasen-Plätzen.  

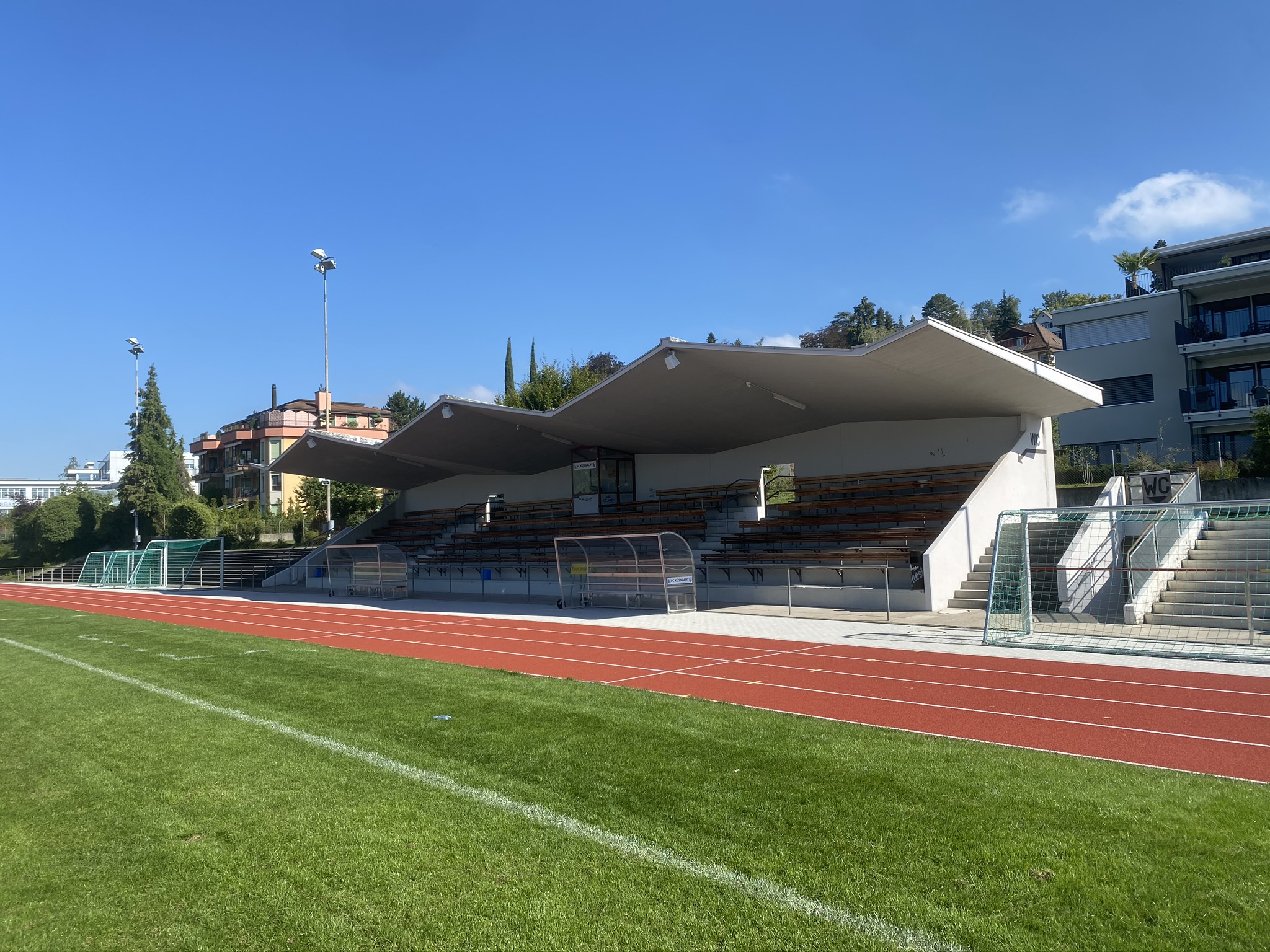
Das Stadion Heslibach (2020)

## Bekannte Spieler
- Rainer Bieli
- Joël Dakouri
- Karl Grob
- Igor Hürlimann
- Umberto Romano
- Yves Sanchez
- Severino Minelli
- Kathrin Lehmann